# Mónica
Mónica es un nombre propio que procede de la forma antigua griega monos, «uno solo, único».[cita requerida] Tal y como la filosofía explica Monismo (uno) pluralismo (muchos). En una traducción algo más libre es «solo una», aquel que vive de forma íntima, espiritual. Existe otra etimología, menos acertada, que afirma que deriva de moneo, «reconvenir» o «amonestar». Santa Mónica fue la madre de San Agustín. Su uso es más común en la forma femenina. Variantes: Monik, Monika, Monique.
El tiempo y el valor positivo y elogioso que se dio a este sobrenombre, acabó convirtiéndolo en nombre[cita requerida]. La palabra Mónaca que dio origen a Mónica es de origen griego. Deriva del adjetivo monos (monos, el mismo con el que se formaron monarquía, monasterio, monólogo) que significa único. Es este un nombre que nunca ha dejado de llevarse, pero que ha mantenido siempre su singularidad.[cita requerida]
Su onomástica es el 27 de agosto.

## Variantes
- Alemán: Monika
- Catalán: Mònica
- Gallego: Mónica
- Español: Mónica
- Euskera: Monika
- Francés: Monique
- Inglés: Monica
- Irlandés: Moncha
- Kabyle: Monika
- Portugués: Mónica
- Lituano: Monika
- Eslovaco: Monika
- Ruso: Моника

- Datos: Q14013933
- Multimedia: Monica (given name) / Q14013933